# Oedignatha andamanensis
Oedignatha andamanensis es una especie de arañas araneomorfas de la familia Liocranidae.

## Distribución geográfica
Es endémica de las islas Andamán (India).